# Moriyasu Shohei
Shohei Moriyasu (sinh ngày 17 tháng 8 năm 1991) là một cầu thủ bóng đá người Nhật Bản.

## Sự nghiệp câu lạc bộ
Shohei Moriyasu đã từng chơi cho Kamatamare Sanuki.